# Al-Hajsa
Al-Hajsa – wieś w Syrii, w muhafazie Idlib. W 2004 roku liczyła 272 mieszkańców.